# Apistogramma agassizii
Apistogramma agassizii — вид прісноводних риб родини Цихлових. Поширені в Південній Америці, утримуються в акваріумах.

## Поширення
У природі риби живуть у басейні р. Амазонки в Болівії.
Риби живуть в темних водах, в гущі підводних коряг, коренів.

## Опис
Максимально самці в природних умовах досягають завдовжки близько 7,5 см. Тіло подовжене й стиснене з боків. Забарвлення, в основному, помаранчеве з зеленим відливом: спинка від коричнево-жовтого до блакитно-зеленого, все тіло покрите мілкими синьо-зеленими крапками. Від рила до хвостового плавника проходить повздовжна коричнева смуга, на очі смуга не заходить. На щоках ще по одній темній смузі.
Хвостовий плавник має форму серця, верхня частина мармурово-зеленкувато-сіра, центр з жовтим відтінком слонової кістки з синьо-зеленими крапками, нижня частина помаранчево-червона, переходить у синьо-зелену ближче до краю. Черевні плавці помаранчево-червоні з чорними промінцями. Грудні плавці безколірні й прозорі.
Самки менші, переважно лимонно-жовті, з темною повздовжною лінією, іноді розбитою на ряд плям. Спинний і анальний плавці більш заокруглені, без подовжених променів.

## Розведення
Пара нереститься всередині укриття (печерки), і самка займається доглядом за ікрою й мальками, тоді як самець захищає територію.
Вода повинна бути кислою (pH 5,5-6,0) й м'якою (dH 1-3). Оптимальна температура — 27 °C
Акваріум для розведення повинен бути не менше 40 см завдовжки. При розведенні повинні бути враховані деякі особливості: якщо акваріум для нересту надто малий, самка стає дуже агресивною після нересту. Її постійні напади серйозно загрожують самцю. Якщо самка ще не готова до нересту, самець стає тираном, що призводить до ситуації небезпечної для самки. Достатньо великий нерестовик дозволяє самцю взяти на себе охорону всієї території після нересту. Молодь починає плавати приблизно через 9 днів після нересту й харчуватися наупліями артемій.

## Підвиди
| - Apistogramma agassizii Alenquer - Apistogramma agassizii Alenquer Barramansa - Apistogramma agassizii Alenquer Lago Grande - Apistogramma agassizii Alenquer Paracari - Apistogramma agassizii Royal Alenquer - Apistogramma agassizii Belem sp. aff - Apistogramma agassizii Blue «Блакитна» - Apistogramma agassizii Bluetail «Блакитно-хвоста Агаціса» - Apistogramma agassizii Double-Red «Подвійна червона» - Apistogramma agassizii East Redtail «Середино-червоно-хвоста Агаціса» - Apistogramma agassizii Gold-Red «Золото-червона» - Apistogramma agassizii Huser Redtail - Apistogramma agassizii Iquitos «Агаціса з Ікітоса» - Apistogramma agassizii Orange-Tail «агаціса з помаранчевим хвостом» - Apistogramma agassizii Red «Червона» - Apistogramma agassizii Red-Gold «Червоно-золота» - Apistogramma agassizii Red-Tail «Червоно-хвоста Агаціса» - Apistogramma agassizii Santarem «Агаціса з Сантарем» - Apistogramma agassizii Tefe cf «Tefe Agassizii» - Apistogramma agassizii Tefe Redtail «Tefe Redtail Agassizii» - Apistogramma agassizii Whitetail «Біло-хвоста Агаціса» |

## Попередні назви
Apistogramma agassizi, Heterogramma agassizi, Biotodoma agassize, Apistogramma pertense bitaeniata, Apistogramma kleei, Apistogramma klausewitze, Mesops agassizii, Geophagus agassizii, Biotodoma agassizii